# IMBEL MD97突擊步槍
IMBEL MD97是一款由巴西武器製造商巴西軍用器材工業集團（縮寫：IMBEL）所研製和生產的突击步枪，亦是巴西陸軍、特種部隊和警察部隊的制式步槍之一，發射5.56×45毫米北约口徑步枪子彈。

## 歷史
自1997年起，MD97由巴西軍用器材工業集團在巴西本土生產。它旨在取代警察部隊和巴西軍隊所使用的5.56毫米IMBEL MD2步槍，但目前也正被IMBEL IA2突擊步槍所取代。

## 設計細節

### 槍械運作
MD97是一枝可擊發調變或半自動射擊的突擊步槍，其運作機構是由發射時所產生的高壓燃氣所推動的導氣活塞，以及帶有鎖耳的轉拴式槍栓所組成。

### 功能
MD97以MBEL MD-2為藍本，而MD-2本身的母體是FN FAL（這是陸軍要求的一部分），例如護木、握把與扳機，但裝上了M16的STANAG彈匣和瞄準系統。事實上，IMBEL MD97仍然是FN FAL的90％整體加上M16A1的10％成分的產物。但取消了提把，机匣造型亦稍有改变。為了物流和經濟可行性，這些部件已經變得相似。
撥盤型快慢機位於武器扳機組件的左側（但也意味著左手射手無法操作）。快慢機有四個位置：保險（S）、半自動射擊（SA）、三發點放（3）和全自動射擊（A）。
MD97的槍管膛線纏距為1:10，可讓該槍管發射M193（越戰時美軍使用）和SS109（現代5.56毫米彈種）兩種步槍彈藥 ，也就是說是在兩彈之間的一個比較好的妥協。槍管採用冷鍛法加工製成，槍管內膛部鍍蓋有硬铬，以延長其使用壽命並且便於清潔。槍管配備了北約標準的消焰器，能夠從槍口發射22毫米槍榴彈，還可以裝上空包彈助退器和刺刀。
如上裝上M16的STANAG彈匣所述，MD97是由北約標準STANAG 4179標準的30發彈匣（即是M16突擊步槍的彈匣）所供彈，與M16和FN FNC步槍所使用的彈匣類型相同。
MD97L、MD97LM和MD97LC型號配備了與FN FAL槍托非常相似鉻钼製折疊式槍托。在MD97F和MD97LF版本以上，它倆所配備的是固定式聚合物製槍托，這也與FAL配備的聚合物槍托相同。

### 瞄準具
MD97還裝有FAL的滑動標尺式照門，有200、300、400、500和600公尺的位置，需要藉由螺钉旋具作水平調節。MD97LM時還可藉由機匣頂部追加的MIL-STD-1913戰術導軌裝上日間／夜間光学瞄準镜，以至紅點鏡、全息瞄準鏡和棱鏡式瞄準鏡。而FAL則是以各國的專屬接口從機匣頂部裝上。

### 附件
藉由多條MIL-STD-1913戰術導軌，MD97可配備各種配件，包括抑制器、戰術燈，以至M203 40毫米榴彈發射器。MD97F和MD97L型號亦可配備由IMBEL所生產的附件接口。

## 衍生型
- MD97L—標準全尺寸、可擊發調變型號，旨在取代巴西陸軍IMBEL M964 FAL。配備了固定槍托和430毫米槍管。
- MD97L—傘兵型全尺寸、可擊發調變型號，旨在取代巴西陸軍IMBEL M964A1傘兵型FAL，為巴西陸軍所使用。配備了折疊式槍托和430毫米槍管。
- MD97LM—為MD97L以上追加MIL-STD-1913戰術導軌以及配備了330毫米短槍管和與傘兵型FAL相同槍托的型號，可裝上瞄準鏡和戰術附件，空槍重量減至3.3千克，為巴西特種部隊所使用。
- MD97LC—緊湊、純半自動型號，為巴西國內警察部隊所使用。[1]
- MD97LF—同為針對警方使用的緊湊、純半自動型號，唯一的區別是LF型配備了固定槍托。

## 使用國
- 巴西
  - 巴西陸軍（英语：Brazilian Army）
  - 里約熱內盧軍事警察（英语：Military Police (Brazil)）
  - 聖保羅州軍事警察（英语：Military Police of São Paulo State）
  - 聖埃斯皮里圖州軍事警察（英语：Military Police of Espírito Santo State）
  - 南里奧格蘭德州軍旅（英语：Military Brigade of Rio Grande do Sul）
  - 巴拉那州宪兵
  - 巴西國家部隊（英语：National Public Security Force）

## 流行文化

### 電影
- 2010年—：型號為MD97 LC型，由特別警察行動營所使用。

### 電子遊戲
- 2010年—：型號為MD-97，以30發彈匣供彈。
- 2012年—：型號為MD97 LC，命名為「MD-97L」，由準軍事部隊和UFE特種部隊所使用，亦可被主角马克思·佩恩所繳獲；有金色版本。

## 資料來源
1. ↑  .   [2018-10-30]. （原始内容存档于2016-03-03）.

## 外部連接
- （英文）—Modern Firearms—IMBEL MD-97/MD-97LC assault rifle（页面存档备份，存于）
- （葡萄牙文）—Modernização de Soldado - Beraldi 3b（页面存档备份，存于）
- （葡萄牙文）—Microsoft Word - NOVOS FUZIS IMBEL 5 - NFIMBEL.pdf（页面存档备份，存于）
- （简体中文）—D Boy Gun World（槍炮世界）—MD-97突击步枪（页面存档备份，存于）